# Pompilopsis vespiformis
Pompilopsis vespiformis là một loài bướm đêm thuộc phân họ Arctiinae, họ Erebidae.